# Coelioxys floridana
Coelioxys floridana är en biart som beskrevs av Cresson 1878. Coelioxys floridana ingår i släktet kägelbin, och familjen buksamlarbin. Inga underarter finns listade i Catalogue of Life.